# Пирсон, Майкл, 4-й виконт Коудрэй
Майкл Орландо Уитман Пирсон, 4-й виконт Коудрэй (англ. Michael Orlando Weetman Pearson, 4th Viscount Cowdray; род. 17 июня 1944 года) — британский пэр и землевладелец в графстве Западный Суссекс с 16,500 соток (6,700 га), основной акционер индекса FTSE 100 компании Pearson plc, строительной, а теперь издательской компании, основанной его предком в XIX веке.

## Ранняя жизнь
Родился 17 июня 1944 года в Коудрэй-Парке, Западный Суссекс. Старший сын и наследник Уитмана Пирсона, 3-го виконта Коудрэя (1910—1995) из Коудрэй-Парка (Западный Суссекс) и Данехт-хауса в Абердиншире, и его первой жены, леди Энн Памелы Бриджмен (1914—2009), дочери Орландо Бриджмена, 5-го графа Брэдфорда (1873—1957), и двоюродной сестры принцессы Алисы, герцогини Глостерской His parents separated when he was two years old.. Его родители развелись, когда ему было два года. Его прадед, который основал семейное состояние, был известным бизнесменом, Уитман Дикинсон Пирсон, 1-й виконт Каудрей (1856—1927), получивший в 1917 году титул 1-го виконта Коудрэя. 53 000 акров (21 000 га) отцовского поместья Данехт в Шотландии унаследовал его сводный брат Чарльз Энтони Пирсон (родился в 1956 году).

## Карьера
Он учился в Гордонстауне, школе-интернате в Элгине, Морей, Шотландия, после чего в течение двух лет служил в британской армии, работал финансистом в Лондонском сити и некоторое время фермером. В конце 1960-х годов он стал кинопродюсером, управляя кинокомпанией Cupid Productions. В 1971 году он продюсировал фильм «Сочувствие к дьяволу» с участием The Rolling Stones и режиссёра Жан-Люка Годара. В 1985 году он был внесен в список пэров Дебретта как житель Ле-Шуйлкилла, высотного здания в Монако. Позже, в 1980-х годах, он вернулся в Англию. Он был директором ювелиров Theo Fennell Plc. Он был членом попечительского совета фонда Тибетского дома в течение 20 лет и жертвует школьному проекту Фонд Друкпа Каргью. Он является покровителем своей местной начальной школы, церкви, клуба молодых фермеров и спортивных команд.

## Поместье
В 1995 году он унаследовал свое отцовское поместье площадью 16 500 акров (6700 га) в Коудрэй-парке, в Западном Сассексе, купленное его прадедом в 1909 году, в котором теперь находится очень большой особняк, известный как Коудрэй-Парк, известный поло-клуб (в котором проводится Золотой кубок Коудрэй-Парка, одно из самых престижных событий по поло в Великобритании), гольф-клуб, органическое молочное стадо, лесное хозяйство, 330 домов, несколько ферм и большая часть города Мидхерст. В сентябре 2010 года он переехал из дома в свою предыдущую и меньшую резиденцию в соседнем Фернхерсте, а в 2011 году он выставил особняк с 16 спальнями на продажу через агентов Knight Frank, по запрашиваемой цене £ 25 миллионов, включая два озера, два бассейна, шесть коттеджей, 12 квартир, боулинг, поле для крикета, поле для поло , но только с 110 акрами (45 га) поместья. Недвижимость не смогла найти покупателя.
В 2017 году, не сумев найти покупателя на дом, Майкл Пирсон снял его с рынка и разработал планы по преобразованию двух крыльев в 7 роскошных апартаментов с краткосрочной арендой с приемными, которые будут сдаваться в аренду для конференций, корпоративных мероприятий и свадеб. Он сохраняет окружающее поместье площадью 16 500 акров (6700 га), которое имеет большой коммерческий потенциал и насчитывает 150 человек, включая фермерский магазин, кафе, гольф, стрельбище, рыбалку и терапевтические кабинеты для аренды.

## Браки и потомство
В 1970 году от любовницы Барбары Рэй у него родился внебрачный сын:
- Себастьян Уильям Орландо Пирсон (род. 1970)[5]

В 1977 году он женился первым браком на Эллен Эрхардт (? — 16 апреля 2015), дочери Германа Эрхардта из Мюнхена. Супруги не имели детей и развелись в 1984 году
В 1987 году вторым браком Майкл Пирсон женился на Марине Роуз Кордл (р. 6 мая 1960), второй дочери Джона Кордла (1912—2004), консервативного члена парламента, от которой у него пятеро детей:
- Элиза Энн Венеция Пирсон (р. 31 мая 1988), муж (2009—2011) Эдвард Люльф Абель Смит (р. 1978), от брака с которым у неё была одна дочь
- Эмили Джейн Марина Пирсон (р. 13 декабря 1989)[12]
- Катрина Софи Лавиния Пирсон (р. 13 марта 1991)
- Перегрин Джон Дикинсон Пирсон (р. 27 октября 1994), старший законный сын и наследник отца
- Монтегю Орландо Уильям Пирсон (р. 17 мая 1997).

## Фильмография

### Как продюсер
- Последний из длинноволосых мальчиков[англ.]
- Сочувствие к дьяволу (1968)
- Яд[англ.]

### Как исполнительный продюсер
- Исчезающая точка (1971)